# Thế vận hội Mùa hè 2020
Thế vận hội Mùa hè 2020 (Nhật: 2020年夏季オリンピック Hepburn: Nizero Nizero-nen Kaki Orinpikku, tiếng Anh: 2020 Summer Olympics), tên chính thức là Thế vận hội lần thứ XXXII (Nhật: 第三十二回オリンピック競技大会 Hepburn: Dai Sanjūni-kai Orinpikku Kyōgi Taikai, tiếng Anh: Games of the XXXII Olympiad) và còn được gọi là Tokyo 2020 (Nhật: 東京2020 Hepburn: Tōkyō ni-zero-ni-zero), là một sự kiện thể thao đa môn quốc tế được tổ chức từ ngày 23 tháng 7 đến ngày 8 tháng 8 năm 2021 ở Tokyo, Nhật Bản. Ban đầu được dự kiến diễn ra từ ngày 24 tháng 7 đến ngày 9 tháng 8 năm 2020, sự kiện này đã bị hoãn lại vào tháng 3 năm 2020 do ảnh hưởng của đại dịch COVID-19 và sẽ không cho phép khán giả quốc tế cũng như khán giả trong nước dự khán. Mặc dù được dời lại vào năm 2021, sự kiện này vẫn giữ tên Tokyo 2020 cho mục đích tiếp thị và xây dựng thương hiệu. Đây là lần đầu tiên Thế vận hội đã bị hoãn lại và lên lịch lại, thay vì hủy bỏ.
Tokyo đã được chọn là thành phố chủ nhà trong phiên họp IOC lần thứ 125 ở Buenos Aires, Argentina vào ngày 7 tháng 9 năm 2013. Thế vận hội 2020 sẽ đánh dấu lần thứ hai Nhật Bản tổ chức Thế vận hội Mùa hè, lần đầu tiên cũng ở Tokyo vào năm 1964, đánh dấu việc đây là thành phố đầu tiên ở châu Á tổ chức Thế vận hội Mùa hè hai lần và đồng thời đây là lần thứ tư Thế vận hội Mùa hè được tổ chức tại châu Á. Tính cả Thế vận hội Mùa đông vào năm 1972 (Sapporo) và năm 1998 (Nagano), đây là Thế vận hội thứ tư được tổ chức ở Nhật Bản. Thế vận hội 2020 cũng là Thế vận hội thứ hai trong ba kỳ Thế vận hội liên tiếp được tổ chức ở Đông Á, lần đầu tiên ở huyện Pyeongchang, Hàn Quốc vào năm 2018 và Thế vận hội tiếp theo ở Bắc Kinh, Trung Quốc vào năm 2022.
Thế vận hội 2020 sẽ chứng kiến sự xuất hiện của các môn thi mới bao gồm bóng rổ 3x3, BMX tự do và xe đạp Madison, cũng như các sự kiện hỗn hợp tiếp theo. Theo các chính sách mới của IOC cho phép ban tổ chức chủ nhà thêm các môn thể thao mới vào chương trình Olympic để tăng cường các sự kiện cốt lõi vĩnh viễn, các Thế vận hội này sẽ chứng kiến karate, leo núi thể thao, lướt sóng và trượt ván có màn ra mắt tại Olympic, cũng như sự trở lại của bóng chày và bóng mềm lần đầu tiên kể từ năm 2008.

## Quá trình đấu thầu
Tokyo, Istanbul, và Madrid là ba thành phố ứng cử viên. Các thành phố ứng cử viên của Baku (Azerbaijan) và Doha (Qatar) đã không được thăng cấp lên vị trí ứng cử viên. Một gói thầu từ Roma đã bị rút lui.

### Bầu cử thành phố chủ nhà
IOC đã bỏ phiếu để lựa chọn thành phố đăng cai Thế vận hội Mùa hè 2020 vào ngày 7 tháng 9 năm 2013 tại phiên họp IOC lần thứ 125 tại Buenos Aires Hilton ở Buenos Aires, Argentina. Một hệ thống bỏ phiếu đầy đủ đã được sử dụng. Không có thành phố nào giành được hơn 50% số phiếu trong vòng 1, Madrid và Istanbul đồng vị trí thứ hai. Một cuộc bỏ phiếu giữa hai thành phố này đã được tổ chức để xác định thành phố nào sẽ bị loại. Trong cuộc bỏ phiếu cuối cùng giữa Tokyo và Istanbul, Tokyo đã được chọn với 60 phiếu bình chọn so với 36 phiếu của Istanbul, cao hơn số phiếu tối thiểu cần có là 49 phiếu.
| Bầu cử thành phố chủ nhà Thế vận hội Mùa hè 2020 | Bầu cử thành phố chủ nhà Thế vận hội Mùa hè 2020 | Bầu cử thành phố chủ nhà Thế vận hội Mùa hè 2020 | Bầu cử thành phố chủ nhà Thế vận hội Mùa hè 2020 | Bầu cử thành phố chủ nhà Thế vận hội Mùa hè 2020 | Bầu cử thành phố chủ nhà Thế vận hội Mùa hè 2020 |
| ------------------------------------------------ | ------------------------------------------------ | ------------------------------------------------ | ------------------------------------------------ | ------------------------------------------------ | ------------------------------------------------ |
| Thành phố                                        | Tên NOC                                          | Vòng 1                                           | Vòng phụ                                         | Vòng 2                                           |                                                  |
| Tokyo                                            | Nhật Bản                                         | 42                                               | —                                                | 60                                               |                                                  |
| Istanbul                                         | Thổ Nhĩ Kỳ                                       | 26                                               | 49                                               | 36                                               |                                                  |
| Madrid                                           | Tây Ban Nha                                      | 26                                               | 45                                               | —                                                |                                                  |

## Phát triển và chuẩn bị

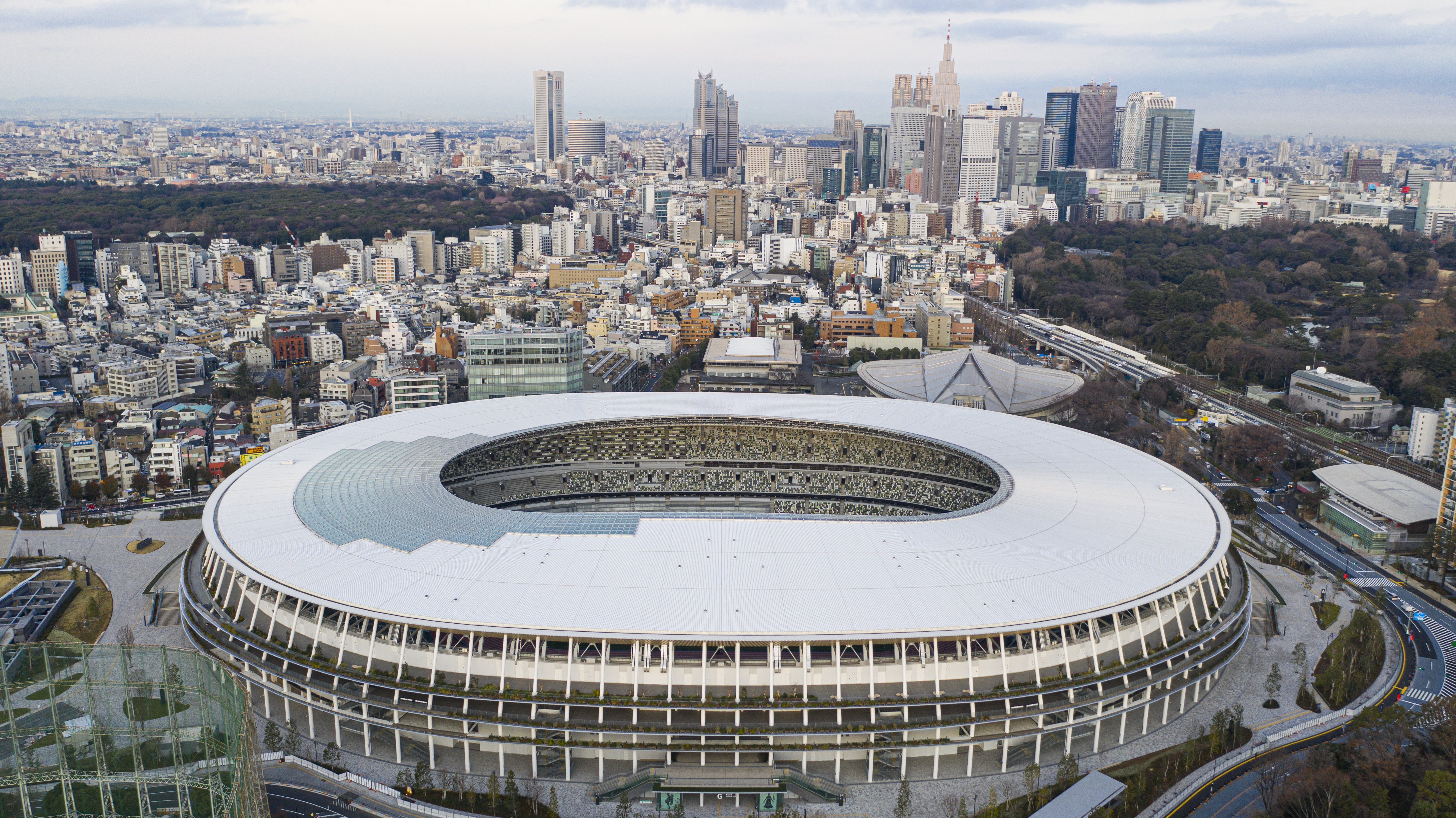
Sân vận động quốc gia mới

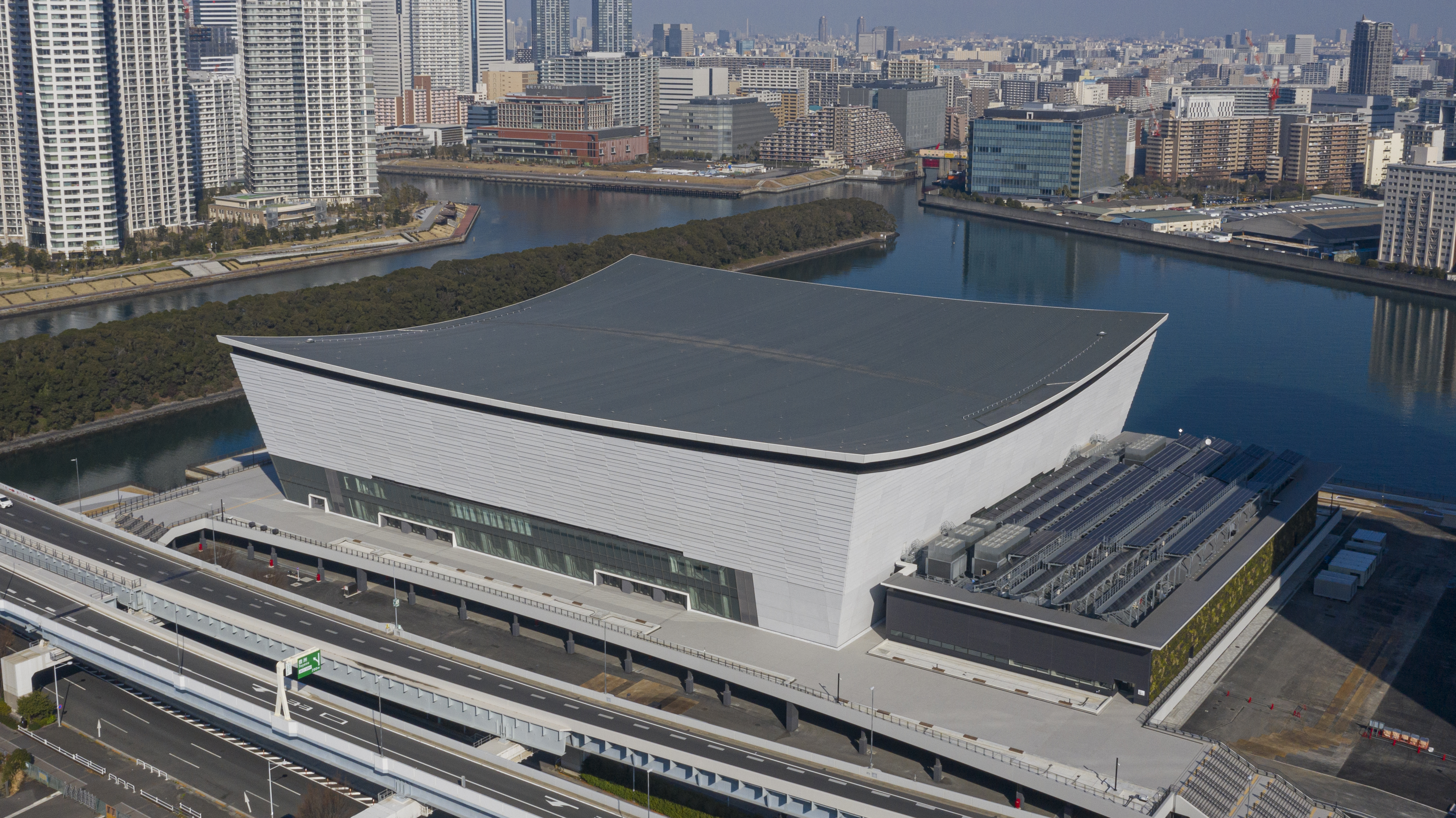
Ariake Arena

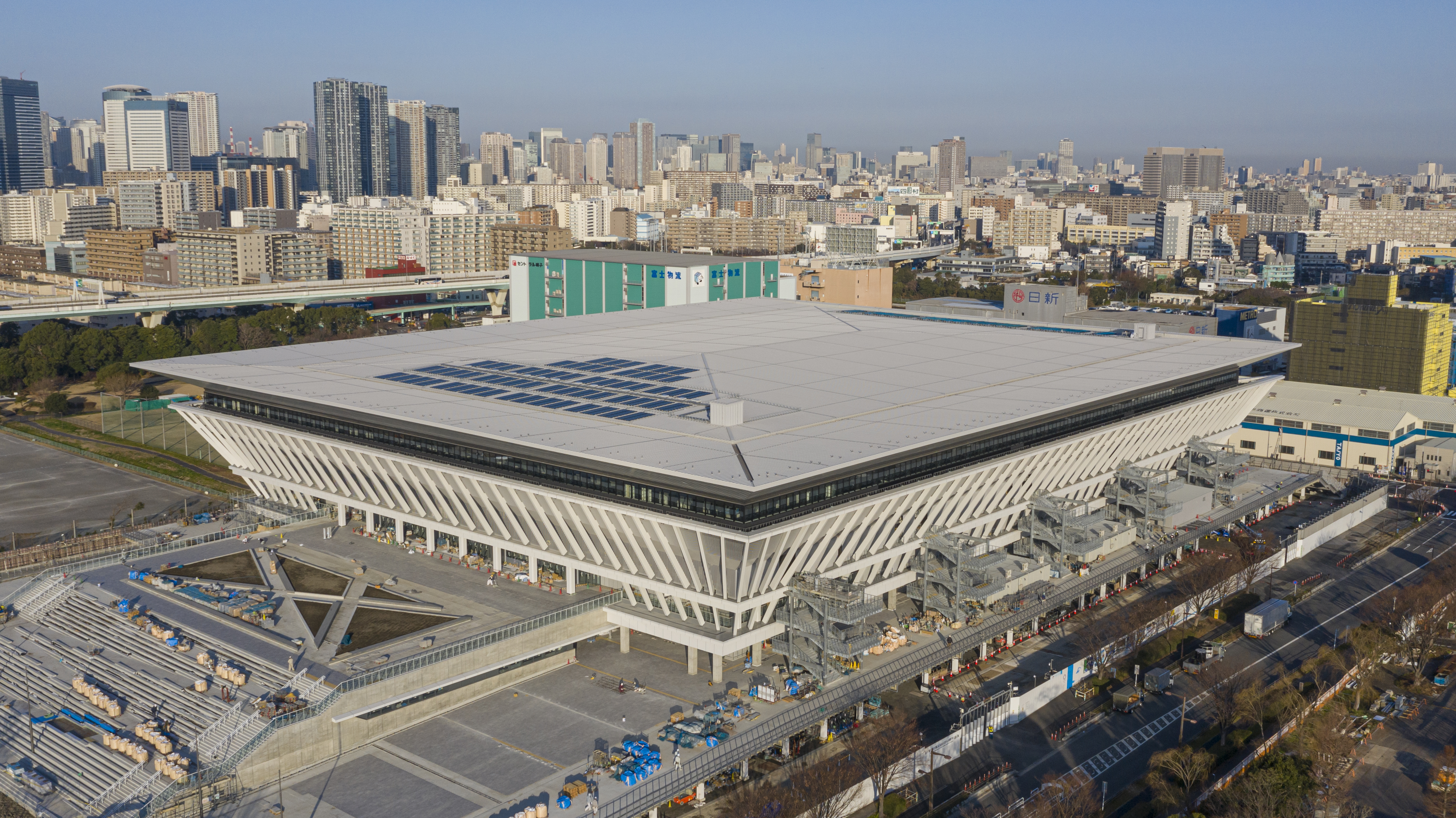
Trung tâm thể thao dưới nước

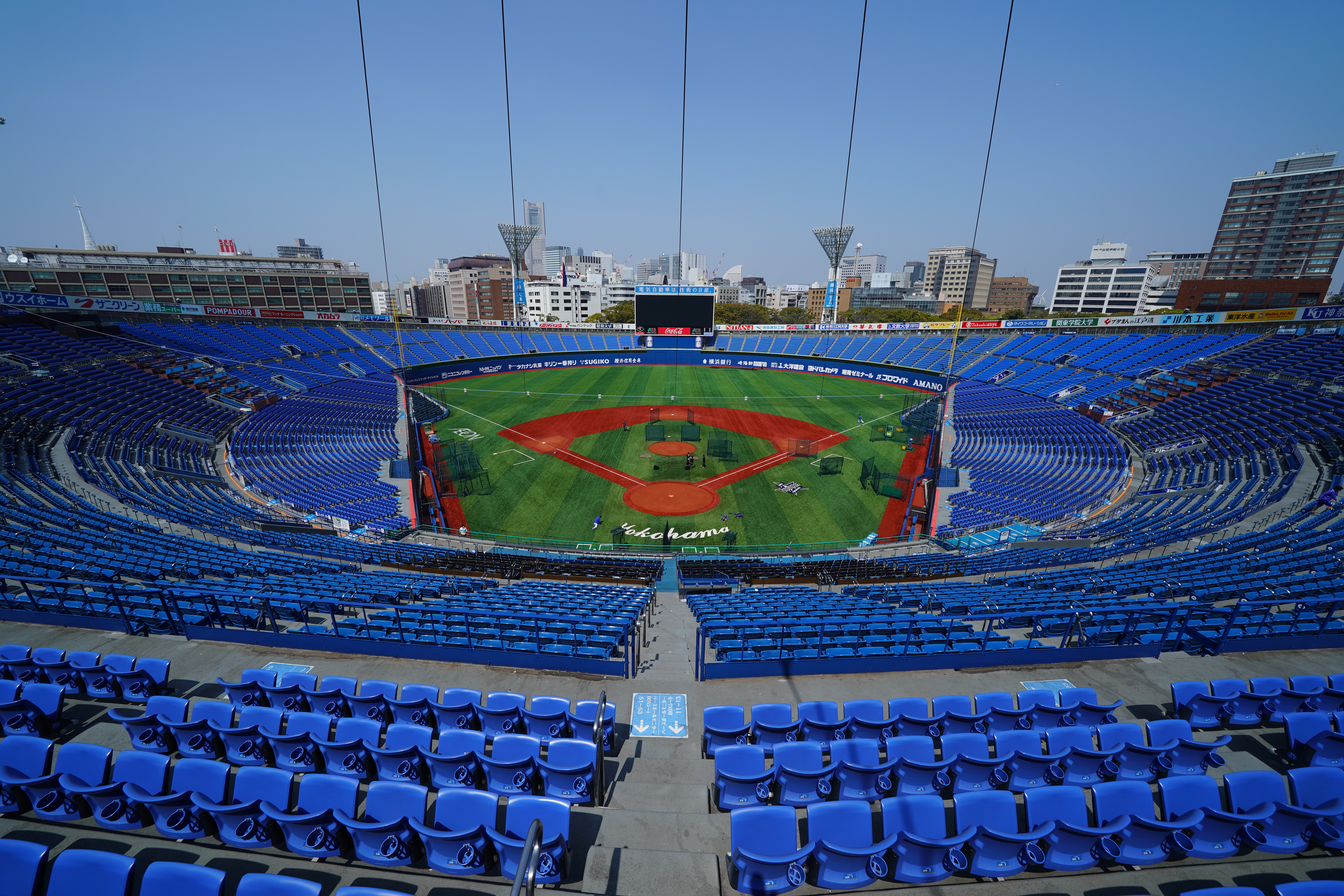
Sân vận động Yokohama – Bóng chày, bóng mềm

Chính quyền thành phố đô thị Tokyo dành một khoản vay 400 tỷ JP¥ (trên 3,67 tỷ đô la Mỹ) để trang trải chi phí chủ nhà Thế vận hội. Chính phủ Nhật Bản đang xem xét tăng sức chứa suất vé tại cả hai các sân bay Haneda và Narita bằng cách giảm bớt các hạn chế không phận. Một tuyến đường sắt mới được lên kế hoạch để kết nối cả hai sân bay thông qua việc mở rộng Ga Tokyo, cắt giảm thời gian di chuyển từ Ga Tokyo đến Haneda từ 30 phút đến 18 phút và từ Ga Tokyo đến Narita từ 55 phút đến 36 phút; tuyến sẽ có giá 400 tỷ yên và sẽ được tài trợ chủ yếu bởi các nhà đầu tư tư nhân, nhưng Công ty Đường sắt Đông Nhật Bản (Đông JR) đang lên kế hoạch cho một tuyến đường mới gần Tamachi đến sân bay Haneda. Tài trợ cũng được lên kế hoạch để đẩy nhanh việc hoàn thành Tuyến đường vòng tròn Trung tâm, Đường cao tốc Tokyo Gaikan và Đường cao tốc Ken-Ō và tân trang lại các đường cao tốc lớn khác trong khu vực. Ngoài ra còn có kế hoạch mở rộng tuyến vận chuyển tự động Yurikamome từ nhà ga hiện có tại ga Toyosu đến nhà ga mới tại ga Kachidoki, đi qua địa điểm của Làng Olympic, mặc dù Yurikamome vẫn không đủ sức chứa để phục vụ các sự kiện lớn trong khu vực Odaiba của riêng mình.
Ban tổ chức Tokyo được lãnh đạo bởi cựu Thủ tướng Mori Yoshirō. Bộ trưởng Olympic và Paralympic Hashimoto Seiko đang thay mặt chính phủ Nhật Bản giám sát việc chuẩn bị.

### Tác động của đại dịch COVID-19
Năm 2020, đại dịch COVID-19 đã gây lo ngại về tác động tiềm tàng của nó đối với các vận động viên và du khách đến Thế vận hội. Không giống như trường hợp virus Zika trong Thế vận hội Mùa hè 2016 Rio de Janeiro, SARS-CoV-2 có thể lây truyền giữa người với người, đặt ra những thách thức khó khăn hơn cho các nhà tổ chức Tokyo để chống lại bệnh truyền nhiễm và tổ chức một đại hội an toàn và an ninh. Trong một cuộc phỏng vấn vào tháng 2 năm 2020 với City A.M., ứng cử viên thị trưởng Luân Đôn của đảng Bảo thủ Shaun Bailey đã lập luận rằng Luân Đôn sẽ có thể tổ chức Thế vận hội tại các địa điểm Olympic Luân Đôn 2012 cũ, đại hội cần phải được di chuyển do sự bùng phát của virus corona. Thống đốc Tokyo Koike Yuriko chỉ trích nhận xét của Bailey là không phù hợp. Vào ngày 3 tháng 3 năm 2020, một phát ngôn viên của IOC tuyên bố rằng Thế vận hội sẽ diễn ra theo đúng kế hoạch. Kể từ ngày 18 tháng 3 năm 2020, IOC vẫn hoàn toàn cam kết cho sự thành công của Thế vận hội mà không bị trì hoãn hoặc hủy bỏ. Các cuộc tham vấn liên tục đang được IOC tiến hành với Tổ chức Y tế Thế giới, các vận động viên và Ủy ban Olympic Quốc gia về sức khỏe và sự an toàn của tất cả các bên liên quan.

Một góc làng Olympic, nơi ở của các vận động viên tham gia thi đấu

Vào ngày 22 tháng 3, IOC đã thông báo rằng một quyết định sẽ được đưa ra trong vòng bốn tuần tới về việc Thế vận hội có bị hoãn hay không. Ba quốc gia, Canada, và sau đó là Úc và Vương quốc Liên hiệp Anh, sau đó nói rằng họ sẽ rút khỏi Thế vận hội nếu họ không bị hoãn lại một năm.
Vào ngày 23 tháng 3, Thủ tướng Abe Shinzo tuyên bố rằng ông sẽ ủng hộ đề nghị hoãn, với lý do đảm bảo an toàn cho vận động viên là "hết sức". Cùng ngày hôm đó, thành viên IOC và cựu phó chủ tịch Dick Pound tuyên bố với USA Today rằng "trên cơ sở thông tin mà IOC có, việc hoãn đã được quyết định."
Vào ngày 24 tháng 3 năm 2020, thủ tướng Nhật Bản Abe Shinzo đã thông báo rằng Thế vận hội mùa hè sẽ bị hoãn lại cho đến năm 2021. Thế vận hội mùa hè và Paralympic 2020 cũng bị đẩy lùi sang năm 2021 do đại dịch COVID-19. Vào ngày 30 tháng 3 năm 2020, IOC đã thông báo thế vận hội mùa hè 2020 sẽ khởi tranh từ ngày 23 tháng 7 đến 8 tháng 8 năm 2021. Lần Thế vận hội mùa hè này chính thức cấm toàn bộ các khán giả nước ngoài nhập cảnh vào Nhật Bản để hạn chế sự lây lan của đại dịch COVID-19 và thay vào đó chỉ đón một số ít khán giả trong nước. Tuy nhiên đến gần khai mạc Thế vận hội thì số ca mắc COVID-19 ở Tokyo tăng mạnh trở lại nên chính phủ Nhật Bản một lần nữa cấm toàn bộ các khán giả trong nước vào sân xem các nội dung thi đấu ở Thế vận hội này và khuyến cáo người dân Nhật Bản cũng như cổ động viên trên khắp thế giới cổ vũ cho các đoàn thể thao qua màn ảnh truyền hình.

## Đại hội

### Lễ khai mạc

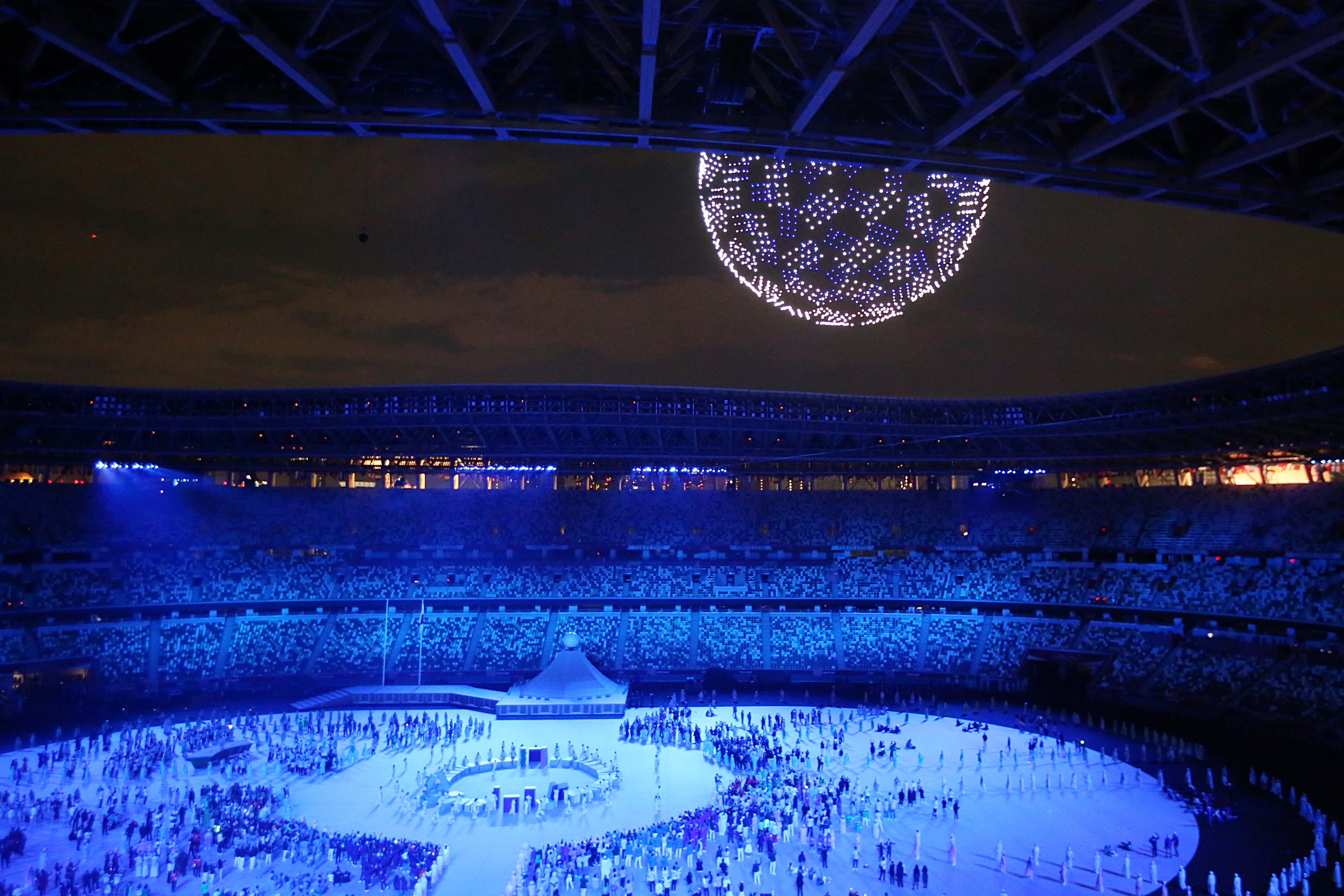
Một cảnh trong Lễ khai mạc tại Sân vận động Olympic, với drones bay xung quanh và tạo ra biểu tượng chính thức của Thế vận hội

Lễ khai mạc được tổ chức vào ngày 23 tháng 7 năm 2021 tại Sân vận động Quốc gia Nhật Bản ở Tokyo. Nó bao gồm cuộc diễu hành truyền thống của các quốc gia trên nền nhạc của các trò chơi video nổi tiếng của Nhật Bản. Nhật Hoàng Naruhito chính thức khai mạc Thế vận hội, và vào cuối lễ rước đuốc, ngọn lửa Olympic được thắp sáng bởi vận động viên quần vợt Nhật Bản Osaka Naomi.

### Môn thể thao
Chương trình chính thức cho Thế vận hội Mùa hè 2020 đã được ban điều hành IOC phê duyệt vào ngày 9 tháng 6 năm 2017. Chủ tịch IOC Thomas Bach tuyên bố rằng mục tiêu của Thế vận hội Mùa hè Tokyo là mang lại cho nó diện mạo  "trẻ trung" và "thành thị" hơn, và tăng số lượng đội tuyển nữ tham gia.
Thế vận hội này sẽ có 339 nội dung thi đấu trong 33 môn thể thao khác nhau, bao gồm tổng cộng 50 phân môn. Bên cạnh 5 môn thể thao mới dự kiến sẽ được giới thiệu ở Tokyo, 15 nội dung thi đấu mới trong các môn thể thao hiện có cũng được lên kế hoạch, bao gồm bóng rổ 3x3, BMX tự do và sự trở lại của xe đạp Madison, cũng như các nội dung thi đấu hỗn hợp mới trong một số môn thể thao.
Trong danh sách dưới đây, số lượng nội dung thi đấu trong mỗi phân môn được ghi chú trong dấu ngoặc đơn.
| \| - Ba môn phối hợp (3) - Bắn súng (15) - Bắn cung (5) - Bóng bàn (5) - Bóng bầu dục bảy người (2) - Bóng chuyền - - Bóng chuyền (2) - Bóng chuyền bãi biển (2) - Bóng chày - Bóng chày (1) - - Bóng mềm (1) - Bóng đá (2) - Bóng ném (2) - Bóng rổ - - Bóng rổ (2) - Bóng rổ 3x3 (2) \| - Canoeing - - Nước rút (12) - Vượt chướng ngại vật (4) - Cầu lông (5) - Chèo thuyền (14) - Cử tạ (14) - Cưỡi ngựa - - Cưỡi ngựa trình diễn (2) - Nhảy ngựa (2) - Toàn năng (2) - Đấu kiếm (12) - Đấu vật - - Tự do (12) - Cổ điển (6) - Điền kinh (48) \| - Golf (2) - Judo (15) - Karate - - Kata (2) - Kumite (6) - Khúc côn cầu trên cỏ (2) - Leo núi thể thao (2) - Lướt sóng (2) - Năm môn phối hợp hiện đại (2) - Quần vợt (5) - Quyền anh (13) - Taekwondo (8) - Thể dục dụng cụ - - Nghệ thuật (14) - Nhào lộn trên bạt nhún (2) - Nhịp điệu (2) \| - Thể thao dưới nước - Bóng nước (2) - - Bơi lội (37) - - Bơi nghệ thuật (2) - - Nhảy cầu (8) - Thuyền buồm (10) - Trượt ván (4) - Xe đạp - - BMX địa hình (2) - BMX tự do (2) - Xe đạp đường trường (4) - Xe đạp leo núi (2) - Xe đạp lòng chảo (12) \| | | | |
| - Ba môn phối hợp (3) - Bắn súng (15) - Bắn cung (5) - Bóng bàn (5) - Bóng bầu dục bảy người (2) - Bóng chuyền - - Bóng chuyền (2) - Bóng chuyền bãi biển (2) - Bóng chày - Bóng chày (1) - - Bóng mềm (1) - Bóng đá (2) - Bóng ném (2) - Bóng rổ - - Bóng rổ (2) - Bóng rổ 3x3 (2) | - Canoeing - - Nước rút (12) - Vượt chướng ngại vật (4) - Cầu lông (5) - Chèo thuyền (14) - Cử tạ (14) - Cưỡi ngựa - - Cưỡi ngựa trình diễn (2) - Nhảy ngựa (2) - Toàn năng (2) - Đấu kiếm (12) - Đấu vật - - Tự do (12) - Cổ điển (6) - Điền kinh (48) | - Golf (2) - Judo (15) - Karate - - Kata (2) - Kumite (6) - Khúc côn cầu trên cỏ (2) - Leo núi thể thao (2) - Lướt sóng (2) - Năm môn phối hợp hiện đại (2) - Quần vợt (5) - Quyền anh (13) - Taekwondo (8) - Thể dục dụng cụ - - Nghệ thuật (14) - Nhào lộn trên bạt nhún (2) - Nhịp điệu (2) | - Thể thao dưới nước - Bóng nước (2) - - Bơi lội (37) - - Bơi nghệ thuật (2) - - Nhảy cầu (8) - Thuyền buồm (10) - Trượt ván (4) - Xe đạp - - BMX địa hình (2) - BMX tự do (2) - Xe đạp đường trường (4) - Xe đạp leo núi (2) - Xe đạp lòng chảo (12) |

### Các Ủy ban Olympic Quốc gia tham dự
Macedonia đã thi đấu dưới cái tên tạm thời "Cộng hòa Macedonia thuộc Nam Tư cũ" trong mỗi Thế vận hội Mùa hè và Mùa đông kể từ khi ra mắt vào năm 1996 vì tình trạng tranh chấp tên gọi chính thức. Tranh chấp này với Hy Lạp đã kết thúc vào năm 2018 bằng việc ký kết Hiệp định Prespa và nước này đã chính thức đổi tên thành Bắc Macedonia vào tháng 2 năm 2019. Tên gọi mới ngay lập tức được IOC công nhận, mặc dù Ủy ban Olympic Bắc Macedonia (NMOC) đã không chính thức được thông qua cho đến tháng 2 năm 2020. NMOC đã gửi một phái đoàn đến Thế vận hội Trẻ Mùa đông 2020 vào tháng 1 năm 2020, nhưng Thế vận hội Tokyo sẽ là lần xuất hiện đầu tiên của Bắc Macedonia tại Thế vận hội Mùa hè dưới tên mới.
Vào ngày 9 tháng 12 năm 2019, Cơ quan phòng chống doping thế giới (WADA) đã cấm Nga tham gia tất cả các môn thể thao quốc tế trong thời gian bốn năm, sau khi chính phủ Nga bị phát hiện đã giả mạo dữ liệu phòng thí nghiệm mà họ cung cấp cho WADA vào tháng 1 năm 2019 như một điều kiện cần giúp cho Cơ quan phòng chống doping Nga được khôi phục. Do lệnh cấm, WADA có kế hoạch cho phép vận động viên Nga được tách riêng tham gia Thế vận hội Mùa hè 2020 dưới một biểu ngữ trung lập, như đã thực hiện tại Thế vận hội Mùa đông 2018, nhưng họ sẽ không được phép thi đấu các môn thể thao đồng đội. Tiêu đề của biểu ngữ trung lập vẫn chưa được xác định; Người đứng đầu Ủy ban Đánh giá Tuân thủ WADA Jonathan Taylor tuyên bố rằng IOC sẽ không thể sử dụng "Vận động viên Olympic từ Nga" (OAR) như đã thi đấu vào năm 2018, nhấn mạnh rằng các vận động viên trung lập không thể được miêu tả là đại diện cho một quốc gia cụ thể. Sau đó Nga đã đệ đơn kháng cáo lên Tòa án trọng tài thể thao (CAS) chống lại quyết định của WADA.
Sau khi xem xét vụ kiện về kháng cáo, CAS đã ra phán quyết vào ngày 17 tháng 12 năm 2020 để giảm hình phạt mà WADA đã đưa ra đối với Nga. Thay vì cấm Nga tham gia các nội dung thi đấu thể thao, phán quyết cho phép Nga tham gia Thế vận hội và các sự kiện quốc tế khác, nhưng trong khoảng thời gian hai năm, đội không thể sử dụng tên, cờ hoặc quốc ca Nga và phải thể hiện mình là "Vận động viên trung lập" hoặc "Đội trung lập". Phán quyết cho phép đồng phục đội hiển thị "Nga" trên đồng phục cũng như sử dụng màu cờ Nga trong thiết kế của đồng phục, mặc dù tên phải được ưu tiên như chỉ định "Vận động viên/Đội trung lập".
Vào ngày 19 tháng 2 năm 2021, có thông báo rằng Nga sẽ thi đấu dưới từ viết tắt "ROC" theo tên của Ủy ban Olympic Nga mặc dù tên của ủy ban đầy đủ không thể được sử dụng để chỉ phái đoàn. Nga sẽ được đại diện bởi lá cờ của Ủy ban Olympic Nga.
Vào ngày 6 tháng 4 năm 2021, Bắc Triều Tiên tuyên bố sẽ không tham gia Thế vận hội Mùa hè 2020 Tokyo do lo ngại về COVID-19. Đây là lần vắng mặt đầu tiên của Bắc Triều Tiên tại Thế vận hội Mùa hè kể từ năm 1988.

Quốc gia theo quy mô đội tuyển

Tính đến  ngày 20 tháng 4 năm 2021, 162 Ủy ban Olympic quốc gia sau đây đã đủ điều kiện (ngoài các vị trí phổ quát trong vận động viên, theo đó tất cả 206 NOC có thể gửi đối thủ cạnh tranh bất kể vòng loại).
| Các ủy ban Olympic quốc gia tham dự |
| --- |
| - Afghanistan (2) - Albania (9) - Algérie (44) - Samoa thuộc Mỹ (6) - Andorra (2) - Angola (20) - Antigua và Barbuda (6) - Argentina (174) - Armenia (17) - Aruba (3) - Úc (478) - Áo (60) - Azerbaijan (44) - Bahamas (16) - Bahrain (32) - Bangladesh (6) - Barbados (8) - Belarus (101) - Bỉ (121) - Belize (3) - Bénin (7) - Bermuda (2) - Bhutan (4) - Bolivia (5) - Bosna và Hercegovina (7) - Botswana (13) - Brasil (301) - Quần đảo Virgin thuộc Anh (3) - Bulgaria (42) - Burkina Faso (7) - Burundi (6) - Campuchia (3) - Cameroon (12) - Canada (370) - Cabo Verde (6) - Quần đảo Cayman (5) - Trung Phi (2) - Tchad (3) - Chile (57) - Trung Quốc (406) - Colombia (71) - Quần đảo Cook (6) - Costa Rica (12) - Croatia (59) - Cuba (68) - Síp (13) - Cộng hòa Séc (115) - Cộng hòa Dân chủ Congo (7) - Đan Mạch (107) - Djibouti (4) - Dominica (2) - Cộng hòa Dominica (60) - Đông Timor (3) - Ecuador (41) - Ai Cập (133) - El Salvador (5) - Guinea Xích Đạo (3) - Eritrea (13) - Estonia (33) - Eswatini (4) - Ethiopia (36) - Micronesia (3) - Fiji (29) - Phần Lan (30) - Pháp (398) - Gabon (5) - Gambia (4) - Gruzia (30) - Đức (425) - Ghana (14) - Anh Quốc (376) - Hy Lạp (83) - Grenada (6) - Guam (5) - Guatemala (23) - Guinée (5) - Guiné-Bissau (4) - Guyana (7) - Haiti (6) - Honduras (21) - Hồng Kông (42) - Hungary (166) - Iceland (4) - Ấn Độ (120) - Indonesia (28) - Iran (66) - Iraq (4) - Ireland (116) - Israel (90) - Ý (372) - Bờ Biển Ngà (28) - Jamaica (50) - Nhật Bản (552) (chủ nhà) - Jordan (14) - Kazakhstan (93) - Kenya (85) - Kiribati (3) - Kosovo (11) - Kuwait (11) - Kyrgyzstan (16) - Lào (4) - Latvia (33) - Liban (8) - Lesotho (2) - Liberia (3) - Libya (4) - Liechtenstein (5) - Litva (41) - Luxembourg (12) - Madagascar (6) - Malawi (5) - Malaysia (30) - Mali (4) - Malta (6) - Mauritanie (2) - Mauritius (8) - México (164) - Moldova (19) - Monaco (6) - Mông Cổ (43) - Montenegro (34) - Maroc (50) - Mozambique (10) - Myanmar (3) - Namibia (11) - Nauru (2) - Nepal (5) - Hà Lan (274) - New Zealand (223) - Nicaragua (8) - Niger (7) - Nigeria (52) - Bắc Macedonia (8) - Na Uy (75) - Oman (4) - Pakistan (10) - Palau (3) - Palestine (5) - Panama (10) - Papua New Guinea (8) - Paraguay (8) - Perú (34) - Philippines (19) - Ba Lan (210) - Bồ Đào Nha (92) - Puerto Rico (37) - Qatar (16) - Đội tuyển Olympic người tị nạn (29) - Cộng hòa Congo (3) - Ủy ban Olympic Nga (335)‍ - România (101) - Rwanda (6) - Saint Kitts và Nevis (3) - Saint Lucia (5) - Saint Vincent và Grenadines (3) - Samoa (8) - San Marino (5) - São Tomé và Príncipe (3) - Ả Rập Xê Út (29) - Sénégal (9) - Serbia (86) - Seychelles (5) - Sierra Leone (4) - Singapore (22) - Slovakia (41) - Slovenia (33) - Quần đảo Solomon (2) - Somalia (2) - Nam Phi (177) - Hàn Quốc (236) - Nam Sudan (2) - Tây Ban Nha (320) - Sri Lanka (9) - Sudan (5) - Suriname (3) - Thụy Điển (134) - Thụy Sĩ (106) - Syria (6) - Đài Bắc Trung Hoa (59) - Tajikistan (11) - Tanzania (3) - Thái Lan (42) - Togo (4) - Tonga (6) - Trinidad và Tobago (22) - Tunisia (63) - Thổ Nhĩ Kỳ (108) - Turkmenistan (9) - Tuvalu (2) - Uganda (21) - Ukraina (155) - UAE (5) - Hoa Kỳ (613) - Uruguay (11) - Uzbekistan (63) - Vanuatu (3) - Venezuela (44) - Việt Nam (18) - Quần đảo Virgin thuộc Mỹ (4) - Yemen (5) - Zambia (24) - Zimbabwe (5) |

## Bảng tổng sắp huy chương
| Hạng                | NOC                 | Vàng | Bạc | Đồng | Tổng số |
| ------------------- | ------------------- | ---- | --- | ---- | ------- |
| 1                   | Hoa Kỳ              | 39   | 41  | 33   | 113     |
| 2                   | Trung Quốc          | 38   | 32  | 18   | 88      |
| 3                   | Nhật Bản            | 27   | 14  | 17   | 58      |
| 4                   | Anh Quốc            | 22   | 21  | 22   | 65      |
| 5                   | Ủy ban Olympic Nga  | 20   | 28  | 23   | 71      |
| 6                   | Úc                  | 17   | 7   | 22   | 46      |
| 7                   | Hà Lan              | 10   | 12  | 14   | 36      |
| 8                   | Pháp                | 10   | 12  | 11   | 33      |
| 9                   | Đức                 | 10   | 11  | 16   | 37      |
| 10                  | Ý                   | 10   | 10  | 20   | 40      |
| 11–93               | Các nước còn lại    | 137  | 150 | 206  | 493     |
| Tổng số (93 đơn vị) | Tổng số (93 đơn vị) | 340  | 338 | 402  | 1080    |

## Lịch thi đấu
Dưới đây là lịch thi đấu năm 2020 theo phiên đã được Ban chấp hành IOC phê duyệt vào ngày 18 tháng 7 năm 2018 trước khi hoãn thế vận hội một năm. Trong đó ngoại trừ bơi lội, nhảy cầu và bơi nghệ thuật. Một lịch thi đấu chi tiết hơn theo nội dung dự kiến sẽ có sẵn vào mùa xuân năm 2019.
Tất cả thời gian và ngày sử dụng giờ chuẩn Nhật Bản (UTC+9)
| OC | Lễ khai mạc | ● | Cuộc thi nội dung | 1 | Nội dung huy chương vàng | EG | Triễn lãm gala | CC | Lễ bế mạc |

| Tháng 7/8                     | Tháng 7/8                     | Th4 22 | Th5 23 | Th6 24 | Th7 25 | CN 26 | Th2 27 | Th3 28 | Th4 29 | Th5 30 | Th6 31 | Th7 1 | CN 2 | Th2 3 | Th3 4 | Th4 5 | Th5 6 | Th6 7 | Th7 8 | CN 9 | Nội dung        |
| ----------------------------- | ----------------------------- | ------ | ------ | ------ | ------ | ----- | ------ | ------ | ------ | ------ | ------ | ----- | ---- | ----- | ----- | ----- | ----- | ----- | ----- | ---- | --------------- |
| Nghi lễ                       | Nghi lễ                       |        |        | OC     |        |       |        |        |        |        |        |       |      |       |       |       |       |       |       | CC   | —               |
| Bắn cung                      | Bắn cung                      |        |        | ●      | 1      | 1     | 1      | ●      | ●      | ●      | 1      | 1     |      |       |       |       |       |       |       |      | 5               |
| Điền kinh                     | Điền kinh                     |        |        |        |        |       |        |        |        |        | ●      | ●     | ●    | ●     | ●     | ●     | ●     | ●     | ●     | 1    | 48              |
| Cầu lông                      | Cầu lông                      |        |        |        | ●      | ●     | ●      | ●      | ●      | ●      | ●      | ●     | ●    | ●     |       |       |       |       |       |      | 5               |
| Bóng chày                     | Bóng chày                     |        |        |        |        |       |        |        | ●      | ●      | ●      | ●     | ●    | ●     | ●     | ●     | ●     |       | 1     |      | 1               |
| Bóng rổ                       | Bóng rổ                       |        |        |        |        | ●     | ●      | ●      | ●      | ●      | ●      | ●     | ●    | ●     | ●     | ●     | ●     | ●     | 1     | 1    | 4               |
| Bóng rổ                       | Bóng rổ 3x3                   |        |        |        | ●      | ●     | ●      | ●      | 2      |        |        |       |      |       |       |       |       |       |       |      | 4               |
| Quyền anh                     | Quyền anh                     |        |        |        | ●      | ●     | ●      | ●      | ●      | ●      | ●      | ●     | ●    |       | ●     | ●     | ●     | ●     | ●     | ●    | 13              |
| Canoeing                      | Slalom                        |        |        |        |        | ●     | 1      | 1      | ●      | 1      | 1      |       |      |       |       |       |       |       |       |      | 16              |
| Canoeing                      | Nước rút                      |        |        |        |        |       |        |        |        |        |        |       |      | ●     | 4     | ●     | 4     | ●     | 4     |      | 16              |
| Đua xe đạp                    | Xe đạp đường trường           |        |        |        | 1      | 1     |        |        | 2      |        |        |       |      |       |       |       |       |       |       |      | 22              |
| Đua xe đạp                    | Xe đạp lòng chảo              |        |        |        |        |       |        |        |        |        |        |       |      | ●     | ●     | ●     | ●     | ●     | ●     | ●    | 22              |
| Đua xe đạp                    | BMX                           |        |        |        |        |       |        |        |        | ●      | 2      | ●     | 2    |       |       |       |       |       |       |      | 22              |
| Đua xe đạp                    | Xe đạp lên núi                |        |        |        |        |       | 1      | 1      |        |        |        |       |      |       |       |       |       |       |       |      | 22              |
| Nhảy cầu                      | Nhảy cầu                      |        |        |        |        | 1     | 1      | 1      | 1      |        | ●      | ●     | 1    | ●     | 1     | ●     | 1     | ●     | 1     |      | 8               |
| Đua ngựa                      | Đua ngựa                      |        |        |        | ●      | ●     |        | 1      | 1      |        | ●      | ●     | ●    | 2     | ●     | 1     |       | ●     | 1     |      | 6               |
| Đấu kiếm                      | Đấu kiếm                      |        |        |        | ●      | ●     | ●      | ●      | ●      | ●      | ●      | ●     | ●    |       |       |       |       |       |       |      | 12              |
| Khúc côn cầu trên cỏ          | Khúc côn cầu trên cỏ          |        |        |        | ●      | ●     | ●      | ●      | ●      | ●      | ●      | ●     | ●    | ●     | ●     | ●     | 1     | 1     |       |      | 2               |
| Bóng đá                       | Bóng đá                       | ●      | ●      |        | ●      | ●     |        | ●      | ●      |        | ●      | ●     |      | ●     | ●     |       | ●     | 1     | 1     |      | 2               |
| Golf                          | Golf                          |        |        |        |        |       |        |        |        | ●      | ●      | ●     | 1    |       |       | ●     | ●     | ●     | 1     |      | 2               |
| Thể dục dụng cụ               | Nghệ thuật                    |        |        |        | ●      | ●     | 1      | 1      | 1      | 1      |        |       | 4    | 5     | 5     | EG    |       |       |       |      | 18              |
| Thể dục dụng cụ               | Nhịp điệu                     |        |        |        |        |       |        |        |        |        |        |       |      |       |       |       |       | ●     | 1     | 1    | 18              |
| Thể dục dụng cụ               | Nhào lộn                      |        |        |        |        |       |        |        |        |        | 1      | 1     |      |       |       |       |       |       |       |      | 18              |
| Bóng ném                      | Bóng ném                      |        |        |        | ●      | ●     | ●      | ●      | ●      | ●      | ●      | ●     | ●    | ●     | ●     | ●     | ●     | ●     | 1     | 1    | 2               |
| Judo                          | Judo                          |        |        |        | ●      | ●     | ●      | ●      | ●      | ●      | ●      | ●     |      |       |       |       |       |       |       |      | 15              |
| Karate                        | Karate                        |        |        |        |        |       |        |        |        |        |        |       |      |       |       |       | ●     | ●     | ●     |      | 8               |
| Năm môn phối hợp hiện đại     | Năm môn phối hợp hiện đại     |        |        |        |        |       |        |        |        |        |        |       |      |       |       |       | ●     | 1     | 1     |      | 2               |
| Chèo thuyền                   | Chèo thuyền                   |        |        | ●      | ●      | ●     | ●      | ●      | ●      | ●      | ●      |       |      |       |       |       |       |       |       |      | 14              |
| Bóng bầu dục bảy người        | Bóng bầu dục bảy người        |        |        |        |        |       | ●      | ●      | 1      | ●      | ●      | 1     |      |       |       |       |       |       |       |      | 2               |
| Thuyền buồm                   | Thuyền buồm                   |        |        |        |        |       | ●      | ●      | ●      | ●      | ●      | ●     | ●    | ●     | ●     | ●     | ●     |       |       |      | 10              |
| Bắn súng                      | Bắn súng                      |        |        |        | ●      | ●     | ●      | ●      | ●      | ●      | ●      | ●     | ●    | ●     |       |       |       |       |       |      | 15              |
| Trượt ván                     | Trượt ván                     |        |        |        |        | 1     | 1      |        |        |        |        |       |      |       |       | 1     | 1     |       |       |      | 4               |
| Bóng mềm                      | Bóng mềm                      | ●      | ●      |        | ●      | ●     | ●      | 1      |        |        |        |       |      |       |       |       |       |       |       |      | 1               |
| Leo núi thể thao              | Leo núi thể thao              |        |        |        |        |       |        |        |        |        |        |       |      |       | ●     | ●     | 1     | 1     |       |      | 2               |
| Lướt sóng                     | Lướt sóng                     |        |        |        |        | ●     | ●      | ●      | 2      |        |        |       |      |       |       |       |       |       |       |      | 2               |
| Bơi lội                       | Bơi lội                       |        |        |        | ●      | 4     | 4      | 4      | 5      | 5      | 4      | 4     | 5    |       |       | 1     | 1     |       |       |      | 37              |
| Bơi nghệ thuật                | Bơi nghệ thuật                |        |        |        |        |       |        |        |        |        |        |       |      | ●     | ●     | 1     |       | ●     | 1     |      | 2               |
| Bóng bàn                      | Bóng bàn                      |        |        |        | ●      | ●     | 1      | ●      | ●      | 1      | 1      |       | ●    | ●     | ●     | ●     | 1     | 1     |       |      | 5               |
| Taekwondo                     | Taekwondo                     |        |        |        | 2      | 2     | 2      | 2      |        |        |        |       |      |       |       |       |       |       |       |      | 8               |
| Quần vợt                      | Quần vợt                      |        |        |        | ●      | ●     | ●      | ●      | ●      | ●      | 1      | 1     | 3    |       |       |       |       |       |       |      | 5               |
| Ba môn phối hợp               | Ba môn phối hợp               |        |        |        |        |       | 1      | 1      |        |        |        | 1     |      |       |       |       |       |       |       |      | 3               |
| Bóng chuyền                   | Bóng chuyền bãi biển          |        |        |        | ●      | ●     | ●      | ●      | ●      | ●      | ●      | ●     | ●    | ●     | ●     | ●     | ●     | 1     | 1     |      | 4               |
| Bóng chuyền                   | Bóng chuyền                   |        |        |        | ●      | ●     | ●      | ●      | ●      | ●      | ●      | ●     | ●    | ●     | ●     | ●     | ●     | ●     | 1     | 1    | 4               |
| Bóng nước                     | Bóng nước                     |        |        |        | ●      | ●     | ●      | ●      | ●      | ●      | ●      | ●     | ●    | ●     | ●     | ●     | ●     | ●     | 1     | 1    | 2               |
| Cử tạ                         | Cử tạ                         |        |        |        | ●      | ●     | ●      | ●      | ●      |        |        | ●     | ●    | ●     | ●     | ●     |       |       |       |      | 14              |
| Đấu vật                       | Đấu vật                       |        |        |        |        |       |        |        |        |        |        |       | ●    | ●     | ●     | ●     | ●     | ●     | ●     |      | 18              |
| Nội dung huy chương hàng ngày | Nội dung huy chương hàng ngày |        |        |        | 11     | 18    | 21     | 22     | 23     | 17     | 21     | 21    | 25   | 22    | 24    | 17    | 27    | 23    | 34    | 13   | 339             |
| Tổng số tích lũy              | Tổng số tích lũy              |        |        |        | 11     | 29    | 50     | 72     | 95     | 112    | 133    | 154   | 179  | 201   | 225   | 242   | 269   | 292   | 326   | 339  | 339             |
| Tháng 7/8                     | Tháng 7/8                     | Th4 22 | Th5 23 | Th6 24 | Th7 25 | CN 26 | Th2 27 | Th3 28 | Th4 29 | Th5 30 | Th6 31 | Th7 1 | CN 2 | Th2 3 | Th3 4 | Th4 5 | Th5 6 | Th6 7 | Th7 8 | CN 9 | Tổng số sự kiện |

## Phát sóng
Sony và Panasonic đang hợp tác với NHK để phát triển các tiêu chuẩn phát sóng cho truyền hình độ phân giải màn hình 8K, với mục tiêu phát hành các thiết lập truyền hình 8K đúng lúc cho Thế vận hội 2020. Đài truyền hình RAI của Ý tuyên bố ý định triển khai phát sóng 8K cho Thế vận hội.
Tại Hoa Kỳ, Thế vận hội Mùa hè 2020 sẽ được phát sóng bởi NBCUniversal như một phần của thỏa thuận 4,38 tỷ USD bắt đầu tại Thế vận hội Mùa đông 2014 ở Sochi.
Tại châu Âu, đây sẽ là Thế vận hội Mùa hè đầu tiên theo thỏa thuận bản quyền châu Âu độc quyền của IOC với Eurosport, bắt đầu tại Thế vận hội Mùa đông 2018 và diễn ra đến năm 2024. Bản quyền cho Thế vận hội 2020 bao gồm hầu hết toàn bộ châu Âu, ngoại trừ Pháp do một thỏa thuận quyền hiện có sẽ hết hạn sau các Thế vận hội này có lợi cho Eurosport và Nga do thỏa thuận có sẵn với một nhà tiếp thị đến năm 2024. Eurosport sẽ cấp phép bảo hiểm cho các mạng không dây miễn phí ở mỗi lãnh thổ và các kênh khác của Discovery Inc.
Tại Vương quốc Liên hiệp Anh, đây sẽ là Thế vận hội cuối cùng có bản quyền chủ yếu thuộc sở hữu của BBC, mặc dù là một điều kiện của một thỏa thuận cấp phép phụ sẽ được đưa vào Thế vận hội 2022 và 2024, Eurosport giữ bản quyền truyền hình trả tiền độc quyền.
Tại Việt Nam, Thế vận hội Mùa hè được phát sóng bởi Đài Truyền hình Việt Nam. Đơn vị này cho biết đã mua thành công bản quyền Thế vận hội Mùa hè trên lãnh thổ Việt Nam vào ngày 21 tháng 7 năm 2021. Ngay sau đó, Truyền hình cáp Việt Nam và Đài Truyền hình Thành phố Hồ Chí Minh cũng tuyên bố có được quyền phát sóng Thế vận hội.